# Szebenjuharos
Szebenjuharos vagy Magascsorgó (románul: Păltiniș, németül: Hohe Rinne) magaslati üdülőtelep, télisportközpont és klimatikus gyógyhely Romániában, Erdélyben, Szeben megyében.

## Fekvése
Románia legmagasabban fekvő üdülőhelye. Tengerszint feletti átlagos magassága 1440 m. A Szebeni-havasokban található, központja Resinártól 20 km-re délnyugatra. Nagyszebenből naponta négyszer közlekedő autóbusszal érhető el. Bár több más község területén fekszik, közigazgatásilag Nagyszebenhez tartozik.

## Nevének eredete
Német nevét az azonos nevű forrásról kapta. Román nevének jelentése 'juharos'. Magyarul a német név tükörfordításával néha Magascsorgónak nevezik, de a név nem terjedt el.

## Története
A Keresztényszigethez tartozó területen a Siebenbürgischer Karpatenverein hozott létre üdülőhelyet az 1890-es években, orvosi ellátással és fürdővel. Az építkezések vezetője Carl Conradt nagyszebeni orvos volt. 1898 és 1902 között kiépítették az idevezető utat. Az első sípályát 1914-ben adták át, az áramot 1927-ben vezették be. 1930-ig omnibusz, később autóbusz járt föl Nagyszebenből.
1975-től 1987-es haláláig itt élt Constantin Noica filozófus. A lakóhelyéül szolgáló 23-as számú turistaházban rendszeresen felkeresték tanítványai. A „păltiniși iskola” néven emlegetett kör történetét Gabriel Liiceanu írta meg (angol fordítása: The Păltiniș Diary, CEU Press, 2000). Noicát itt is temették el, az Urunk színeváltozása templom melletti remetekolostorban.
A 20-as számú (Sinaia-) villát a Ceaușescu-korszakban a diktátor fia, Nicu használta.

## Képek

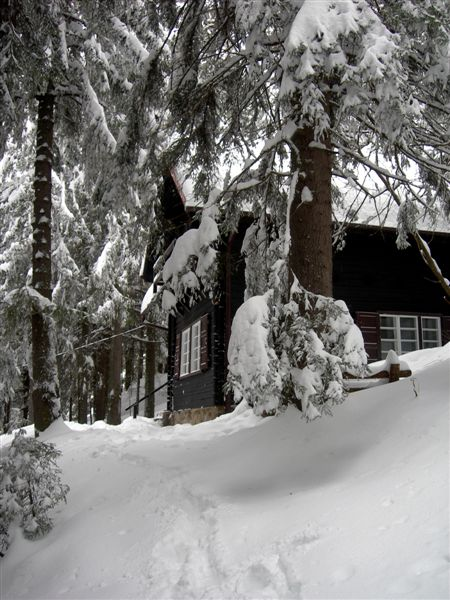
A Noica-ház
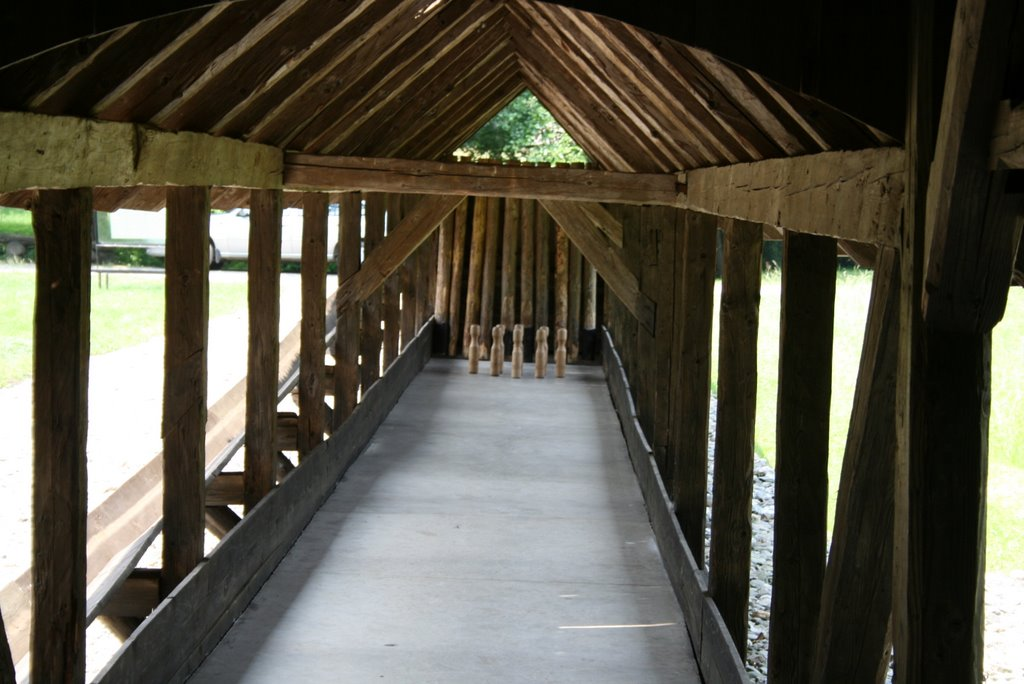
Az egykori păltiniși tekepálya a nagyszebeni szabadtéri múzeumban (1920 körül resinári mesterek építették)
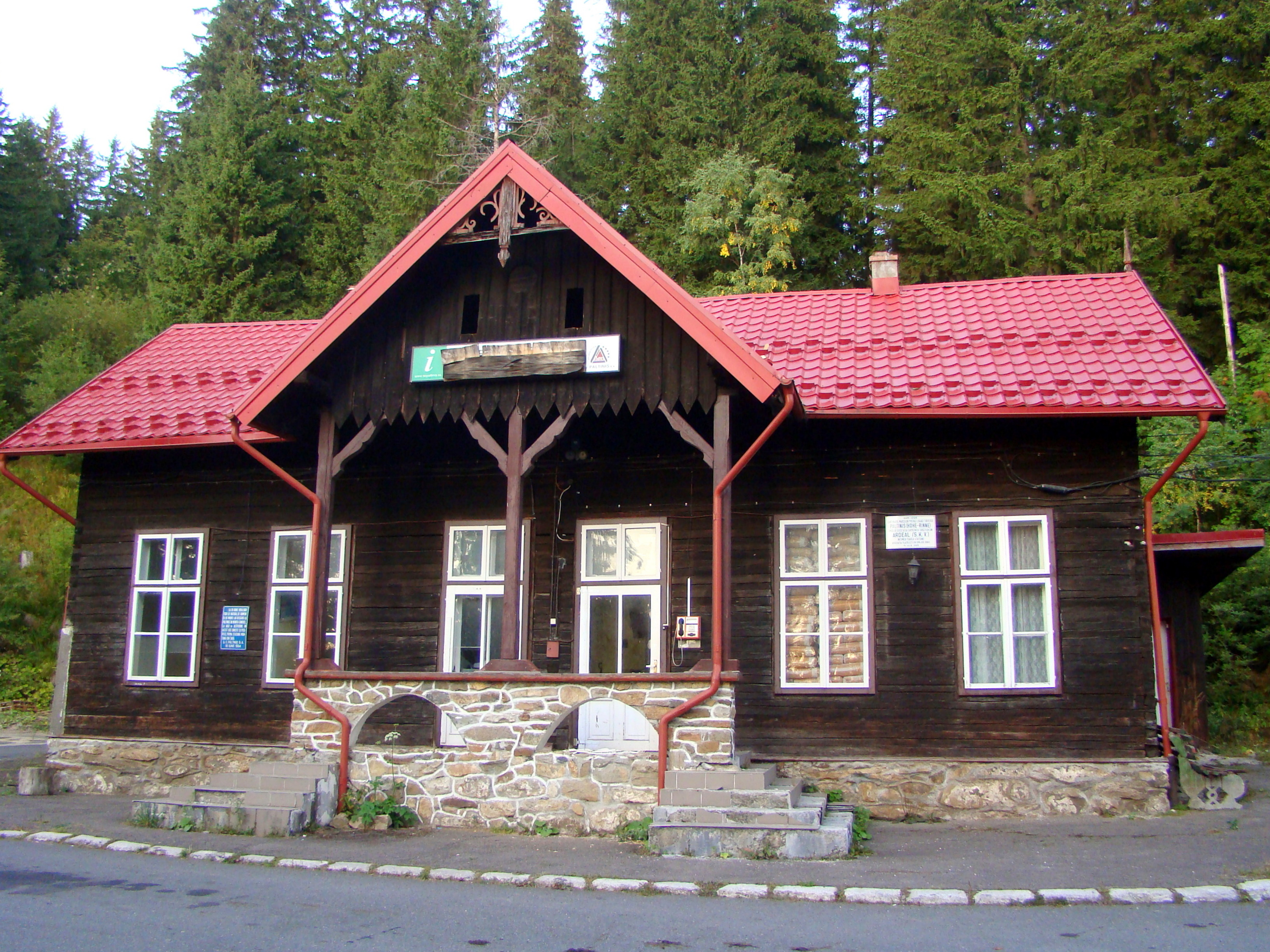
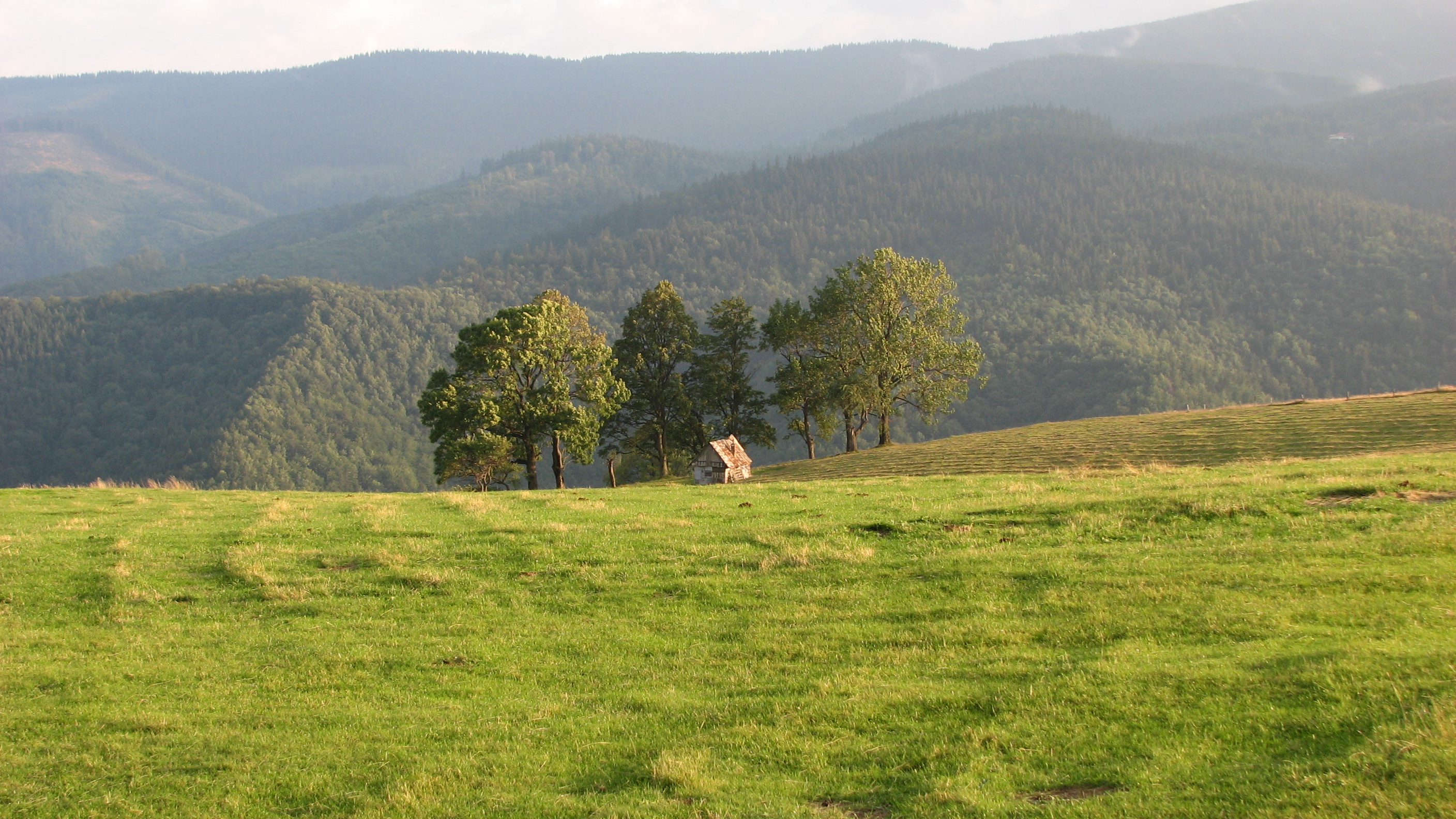
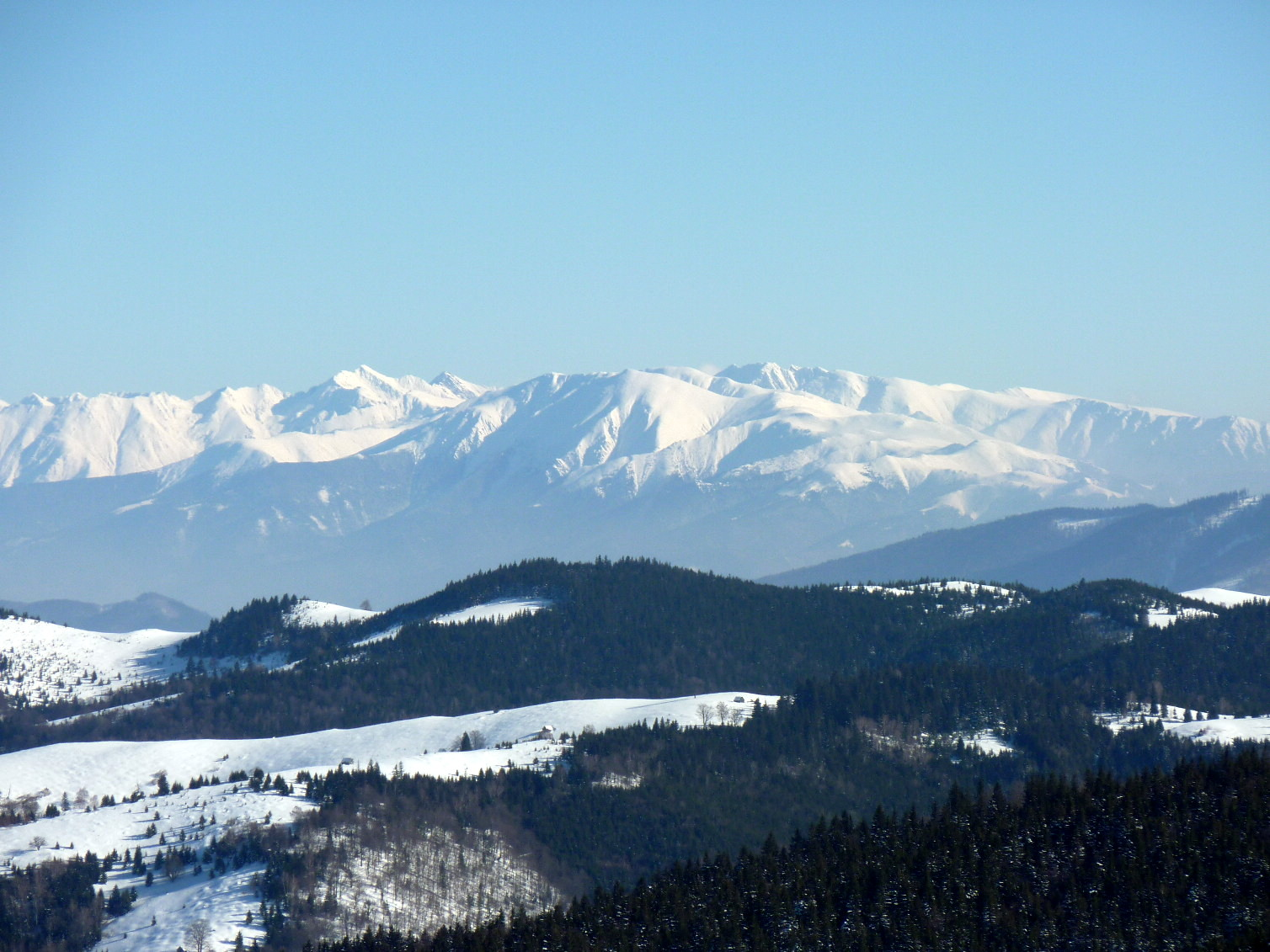
A Szebeni-havasok